# Данак у крви
Данак у крви (рум. tribut de sânge, тур. devşirme — „сакупљање“, грч. παιδομάζωμα, [] — „сакупљање деце“) је био систем прикупљања мушке деце из освојених хришћанских земаља у Османском царству, као вид редовног опорезивања са циљем да се направи верна робовска војска (коју су раније чинили ратни заробљеници) — Аџеми оџак односно јањичари, и класа (војних) администратора.

## Структура и правила
Кад се беглук Османовића за време Орхана, сина Османова, почео развијати у посебну државицу, уведене су регуларне трупе:муселеми, коњаници и пешаци. Ради попуњавања тих трупа узиман је пети део заробљеника (pençik}. За владавине Мурата I од таквих заробљеника образован је око 1363. аџеми оџак у Галипољу.
Данак у крви је увео султан Мурат II 1420. године после битке код Ангоре (1402), династијских ратова и сељачког устанка, услед брзог раста потреба за војно способним мушкарцима, као и лојалним административним радницима у Османском царству које се развијало муњевитом брзином.
Систем је смишљен тако да се не створи наследна аристократија која би могла да угрози положај султана и његове породице, дакле само немуслимани су могли да буду „сакупљени“. Ако би се „сакупљени“ по завршетку своје службе, оженили и имали децу, њихова деца би била муслимани и самим тим ни она, ни њихови потомци, не би могли бити „сакупљени“.
Данак у крви је био у контрадикцији са муслиманским законом, Шеријатом, који је јасно давао инструкције муслиманском владару да мора да се брине о својим хришћанским поданицима. Али, потребе царства као и племенске традиције натерале су владаре да прибегну овој пракси. У почетку успостављања данка у крви, многи муслимански учењаци су дигли глас против тога-
Од 15. до 17. века било је сакупљено између 200.000 и 300.000 дечака у име данка у крви.

## Убирање данка
Данак се сакупљао у балканским хришћанским земљама које су биле под турском влашћу. Отприлике сваке четири године, дечаци између 8 и 10 година старости били су одвођени од својих породица. Иако су углавном то били млађи дечаци, понекад би одводили и младиће до 20 година старости. Одвођен је између сваког десетог и четрнаестог дечака у одређеној заједници.
Сакупљање данка је обављао виши јањичарски официр (који је такође био исто тако одведен) заједно са својим војницима и секретарем. Дечаци који су сакупљани звали су се кул, гилман или оглан. Дељени су у две групе. Они који су били у одличној физичкој форми, слати су у султанову палату, а остали су слати турским породицама у Анадолији и Румелији. Обука је трајала од 3 до 7 година током које су се дечаци учили турском и османском начину живота.

## Обука
Након тог првог периода обуке, дечаци су добијали име аџами огланлар што на турском значи „страни дечаци“, иако су већ попримили османски начин живота, и слати су у престоницу, да раде у неком од султанових бродоградилишта или вртова.
Неки од аџами оглана су служили у самој палати. Овде су започињали дуго школовање које је обично трајало и до 14 година. Овај систем школовања, који се звао дворска школа, одржао се до средине 19. века и био је извориште многих виших официра, административних радника и вођа Османског царства. У току школовања, младићи нису смели ни под којим условима да напусте двор или да ступе у контакт са било ким из спољашњег света.
Обука је била разноврсна, од напорних физичких вежби до теоретских предавања. Језици су такође били веома важни: дечаци су морали да науче турски, персијски и арапски. Писању се такође поклањала велика пажња, и обучавани су да постану стручњаци у разним врстама арапске калиграфије (у то време турски је био писан арапским знацима). Остали важни предмети су били књижевност, теологија (Куран и хадише), и законодавство (Шарија о Шеријат, како се звао на турском).

## Служба
Када би дечаци напунили 20 година, били би распоређени у јањичарске војне јединице. Ово се дефинисало као „ослобађање“, али та слобода јањичара се састојала у томе да више нису могли да буду продати или поклоњени.
Већина мушкараца није остајала на двору. Неки су добијали земљу и постајали спахије, и чинили су део коњице. Највиши чин који су могли да добију био је чин официра. Они који су остајали на двору, имали су веће шансе да направе неку каријеру. Неки од њих су били постављени са санџакбегове, управитеље малих провинција које су се називале санџаци, и могли су да се уздигну до беглербега, управитеља једне од 31 веће провинције на које је царство било подељено. Највиши чинови, које су само малобројни достигли, били су чинови везира и великог везира.
У доба Мехмеда Освајача (1444—1481), покрштени хришћани сакупљени данком у крви су се постављали чак и на највиша административна места у друштву. Сви велики везири Мехмеда освајача били су покрштени хришћански дечаци отети од својих породица као део данка у крви.

## Опадање и гашење институције данка у крви
Од почетка 17. века, систем данка у крви је почео полако да се губи. Како су само јањичари, који су практично били робови, могли да дођу до највиших положаја у Османском царству, а њихови синови нису могли да наставе традицију својих очева јер су били муслимани, промену су морали да унесу они сами, тако да је било дозвољено и муслиманима да дођу на административне положаје сличним путем како се то радило у већини других земаља тог времена. Међутим, ропство је и даље опстајало.
Упркос променама, систем се није развио у правцу стварања породица у којима се традиционално преносило занимање са оца на сина. Једини изузетак је била породица Ћуприлићи (тур. Köprülü) која је дала знатан број великих везира крајем 17. и почетком 18. века. Крајем 17. века, систем данка у крви је престао да се користи.

## Занимљивости
Турска војска, од хришћанске деце, није одводила синове јединце, близанце, ни децу са физичким манама. Једина два града где је вршен њихов преодгој у правцу турске политике били су Цариград и Једрене.

## Познати људи који су отети Данком у крви
- Рум Мехмед-паша, велики везир за време Мехмеда II (грчког порекла)
- Махмуд-паша Анђеловић, велики везир за време Мехмеда II (српског порекла)
- Јунус-паша, велики везир за време Селима I (албанског или бугарског порекла)
- Ибрахим-паша Паргалија, велики везир за време Сулејмана I (грчког порекла)
- Рустем-паша, велики везир за време Сулејмана I (хрватског порекла)
- Мехмед-паша Соколовић, велики везир за време Сулејмана I, Селима II и Мурата III (српског порекла)
- Кујуџу Мурат-паша, велики везир за време Ахмеда I (хрватског порекла)